# Relâchement articulatoire
Le relâchement articulatoire, quelquefois désigné comme loi du moindre effort articulatoire, est une tendance générale constatée dans l'évolution des langues par laquelle certains traits phonétiques et oppositions phonologiques peu pertinents, c'est-à-dire dont le « coût » en termes d'effort articulatoire est important par rapport à la quantité et l'importance des sèmes qu'ils permettent de distinguer, tendent à « s'user » ou à disparaître, au terme d'une évolution diachronique ou dans certains contextes socio-culturels.
Le relâchement articulatoire tend par conséquent à un appauvrissement de la diversité phonétique d'une langue. Il est cependant limité par la nécessité d'intercompréhension, qui motive par exemple les phénomènes de dissimilation.
Cette tendance constitue un moteur crucial de l'évolution des langues et, par les déstabilisations qu'elle peut impliquer, se trouve parfois à l'origine de profonds bouleversements dans les structures linguistiques.

## Modifications phonétiques liées à la loi du moindre effort articulatoire
- Apocope
- Assimilation
- Crase
- Élision
- Lénition

## Exemples
- Seseo, ceceo (perte de la distinction entre [s] et [θ]) et yeísmo (confusion de [j] et [ʎ]) en espagnol ;
- Élision en français : *le arbre devient l’arbre pour éviter l’hiatus[1] ;
- Assimilation (voisement, fricatisation, voire chute) des consonnes occlusives intervocaliques dans le passage du latin à la plupart des langues romanes : ainsi, le latin vita, « vie », où t est prononcé [t], donne vida ([ð]) en castillan, occitano-roman et portugais, viață [t͡s] en roumain, vie (amuïssement complet) en français, mais vita ([t] maintenu) en italien et dans une partie de l'aragonais et du gascon[2].